# کوشچیوکی
کوشچیوکی (به لهستانی:  Kościuki) یک روستا در لهستان است که در گمینا خوروشچ واقع شده‌است.